# La Troisième Fille
Pour le téléfilm, voir La Troisième Fille (téléfilm).
La Troisième Fille (titre original : Third Girl) est un roman policier d'Agatha Christie publié en novembre 1966 au Royaume-Uni, mettant en scène Hercule Poirot. Il est publié l'année suivante aux États-Unis, et deux ans plus tard, en 1968, en France.

## Personnages
- Hercule Poirot, célèbre détective belge
- Ariadne Oliver, auteur de romans policiers et amie de Poirot
- Miss Lemon, secrétaire de Poirot
- Norma Restarick, une jeune femme moderne
- Andrew Restarick, père de Norma qu'elle n'a pas vu depuis l'âge de 5 ans
- Claudia Reece-Holland, jeune femme partageant l'appartement de Norma à Borodene Mansions
- Frances Cary, jeune femme partageant l'appartement de Norma à Borodene Mansions
- Inspecteur principal Neele, chef de la police
- Louise Charpentier, femme d'une quarantaine d'années, récemment décédée d'une chute du 7ème étage du numéro 76
- David Baker, artiste
- Mary Restarick, belle-mère de Norma
- Grace Restarick, mère de Norma, décédée deux ans et demi plus tôt
- Sonia, jeune assistante de Sir Roderick
- Sir Roderick Horsefield, homme politique et ancien espion à la retraite
- Robert Orwell, un homme qui a rencontré Andrew Restarick dans le cadre d'un projet en Afrique
- Sergent Conolly, policier
- George, l'assistant de Poirot
- Dr John Stillingfleet, médecin
- M. Goby, détective privé engagé par Poirot
- Miss Jacobs, voisine de Borodene Mansions.

## Résumé

### Mise en place de l'intrigue
Hercule Poirot reprend son leitmotiv d'une retraite définitive et reposante — qui semble impossible — une nouvelle fois, après avoir fini son fameux Essai sur les romans policiers. Cependant une jeune fille débarque chez lui, un beau matin, et déclare avec effroi qu'elle pense avoir assassiné quelqu'un mais que Poirot, le grand et inégalable détective est à présent trop vieux pour l'aider... Il n'en faut pas plus au détective pour décider de reprendre du service et de repartir enquêter.

### Enquête
Mme Oliver apprend qu'une femme de l'immeuble est récemment morte en tombant de sa fenêtre. Une semaine s'écoule avant qu'elle n'en parle à Poirot, qui sent que c'est ce qui préoccupe Norma. La femme était Louise Charpentier. Norma dit que son père s'est enfui avec Louise Birell. Plus tard, Mme Oliver trouve un morceau de papier reliant Louise Charpentier à Andrew. Mary Restarick a été malade à cause d'un poison dans sa nourriture. Sir Roderick engage Poirot pour trouver des documents manquants dans ses dossiers, ce qui amène la jeune Sonia à être soupçonnée.

### Dénouement et révélations finales
En fin de roman, Poirot révèle les identités des deux meurtriers : Frances Cary et Robert Orwell.

## Éditions
- (en) Third Girl, Londres, Collins Crime Club, novembre 1966, 256 p.
- (en) Third Girl, New York, Dodd, Mead and Company, 1967, 248 p.
- La Troisième Fille  (trad. Claire Durivaux), Paris, Librairie des Champs-Élysées, coll. « Le Masque » (no 1000), 1968, 255 p. (BNF 32950739)
- La Troisième Fille (trad. Michel Averlant), dans : L'Intégrale : Agatha Christie  (trad. de l'anglais, préf. Jacques Baudou), t. 12 : Les années 1965-1970, Paris, Librairie des Champs-Élysées, coll. « Les Intégrales du Masque », 1999, 1272 p. (ISBN 2-7024-2497-X, BNF 37035425)

## Adaptations
- 2008 : La Troisième Fille (Third Girl), téléfilm de la série Hercule Poirot d'ITV (épisode 11.03), avec David Suchet dans le rôle de Poirot et Zoë Wanamaker celui de Mrs Oliver. Miss Lemon est absente
- 2017 : Crimes haute couture, épisode 19 de la saison 2 des Petits Meurtres d'Agatha Christie. Les personnages d'Hercule Poirot et de Mme Oliver y sont absents, remplacés par le trio formé du commissaire Swan Laurence, de la journaliste Alice Avril et de la secrétaire Marlène Leroy, respectivement interprétés par Samuel Labarthe, Blandine Bellavoir et Elodie Frenck.